# Ozimina Mała
Ozimina Mała (ukr. Мала Озимина) – wieś na Ukrainie w rejonie samborskim obwodu lwowskiego.

## Historia
Pod koniec XIX w. wieś w powiecie samborskim.